# John Melin

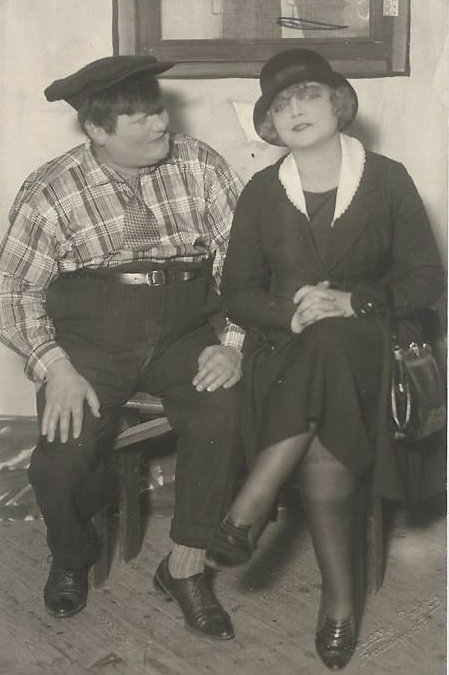
John Melin con Sonja Claesson

John Erik Melin (18 de mayo de 1895 - 6 de abril de 1966) fue un actor teatral y cinematográfico de nacionalidad sueca. 

## Biografía
Nacido en Karlskoga, Suecia, debutó como actor teatral en 1915 en el Kristallsalongen de Estocolmo. Fue contratado por Karl Gerhard para trabajar como actor de revista. Además, Melin actuó también en el Mosebacketeatern, el Södra Teatern y el Folkan, en Estocolmo.
Se inició en el cine en 1919 con el film de John W. Brunius Synnöve Solbakken, participando a lo largo de su carrera en más de 100 producciones cinematográficas y televisivas. 
John Melin falleció en Estocolmo en el año 1966. Fue enterrado en el Cementerio de Södertälje.

## Filmografía (selección)
- 1919 : Synnöve Solbakken
- 1924 : Carl XII:s kurir
- 1925 : Karl XII del II
- 1925 : Styrman Karlssons flammor
- 1925 : Två konungar
- 1926 : Mordbrännerskan
- 1927 : Spökbaronen
- 1927 : Hin och smålänningen
- 1927 : Förseglade läppar
- 1927 : Drottningen av Pellagonien
- 1928 : Synd
- 1930 : Fridas visor
- 1931 : Brokiga Blad
- 1931 : Markurells i Wadköping
- 1931 : Skepp ohoj!
- 1932 : Muntra musikanter
- 1932 : Två hjärtan och en skuta
- 1932 : Sten Stensson Stéen från Eslöv på nya äventyr
- 1933 : Hemliga Svensson
- 1933 : Inled mig i frestelse
- 1934 : Atlantäventyret
- 1934 : Karl Fredrik regerar
- 1934 : Uppsagd
- 1934 : Alla tiders Karlsson
- 1934 : Äventyr på hotell
- 1939 : Folket på Högbogården
- 1939 : Efterlyst
- 1941 : Hemtrevnad i kasern
- 1941 : Landstormens lilla argbigga
- 1942 : Sexlingar
- 1942 : Rospiggar
- 1943 : I mörkaste Småland
- 1943 : Hans Majestäts rival
- 1944 : Fia Jansson från Söder
- 1945 : Sextetten Karlsson
- 1945 : Jagad
- 1946 : Kris
- 1946 : 91:an Karlsson. "Hela Sveriges lilla beväringsman"
- 1947 : Sången om Stockholm
- 1947 : Det kom en gäst
- 1947 : Folket i Simlångsdalen
- 1947 : Här kommer vi
- 1947 : Kronblom
- 1948 : Loffe som miljonär
- 1948 : De kämpade sig till frihet
- 1949 : Boman får snurren
- 1949 : Hur tokigt som helst
- 1949 : Kronblom kommer till stan
- 1949 : Lattjo med Boccaccio
- 1950 : Regementets ros
- 1950 : Påhittiga Johansson
- 1950 : Motorkavaljerer
- 1950 : Restaurant Intim
- 1950 : När Bengt och Anders bytte hustrur
- 1950 : Kvartetten som sprängdes
- 1951 : Spöke på semester
- 1951 : Hon dansade en sommar
- 1952 : Drömsemester
- 1952 : För min heta ungdoms skull
- 1952 : Säg det med blommor
- 1953 : Vägen till Klockrike
- 1954 : Salka Valka
- 1954 : Sju svarta "Be-Hå"
- 1954 : Karin Månsdotter
- 1954 : Aldrig med min kofot eller Drömtjuven
- 1954 : Flicka med melodi
- 1954 : Storm över Tjurö
- 1955 : Hemsöborna
- 1955 : Ute blåser sommarvind
- 1955 : Sommarnattens leende
- 1955 : Åsa-Nisse ordnar allt
- 1955 : Far och flyg
- 1956 : Sjunde himlen
- 1956 : Flickan i frack
- 1956 : Suss gott
- 1956 : Ratataa
- 1957 : 91:an Karlsson slår knock out
- 1957 : Lille Fridolf blir morfar
- 1957 : Synnöve Solbakken
- 1957 : Aldrig i livet
- 1958 : Den store amatören
- 1958 : Damen i svart
- 1958 : Mannekäng i rött
- 1959 : 91:an Karlsson muckar (tror han)
- 1959 : Fröken Chic
- 1959 : Åsa-Nisse jubilerar
- 1959 : Ryttare i blått
- 1960 : Djävulens öga
- 1960 : När mörkret faller
- 1961 : Ljuvlig är sommarnatten
- 1963 : Ett drömspel
- 1964 : Henrik IV
- 1964 : Äktenskapsbrottaren

## Teatro (selección)
- 1921 : Bröllopet på Solö, de Oscar Wennersten, Novilla[3]
- 1925 : Malmviks Malliga Malena, de Max Lander y Max Roland, dirección de Max Lander, Södermalmsteatern y Pallas-Teatern[4]
- 1925 : En piga bland pigor, de Ernst Fastbom, dirección de Axel Hultman, Vanadislundens friluftsteater[5]
- 1925 : Öregrund-Östhammar, de Selfrid Kinmansson, dirección de Axel Hultman, Vanadislundens friluftsteater[6]
- 1925 : Rutigt och randigt, de Max Lander y Max Roland, dirección de Willi Wells, Pallas-Teatern[7] y Södermalmsteatern[8]
- 1925 : En orolig bröllopsnatt, de Gran, dirección de Willi Wells, Södermalmsteatern[9]
- 1926 : Trumf i hjärter, de Max Lander y Max Roland, dirección de Willi Wells, Södermalmsteatern[10]
- 1926 : Amor och kvinnofriden, de Gran, dirección de Willi Wells, Södermalmsteatern[11]
- 1926 : Åh, en så'n tös!, de Gran, dirección de Willi Wells, Pallas-Teatern[12]
- 1926 : Kärlekstokar och abborrkrokar!, de Hedvig Nenzén, Klippans sommarteater[13]
- 1926 : I fruntimmersveckan, de Gran, dirección de Willi Wells, Södermalmsteatern[14]
- 1926 : Farliga kvinnor, de Gran, Södermalmsteatern[15]
- 1926 : Kärlek och boxning, de Gran, dirección de Willi Wells, Södermalmsteatern[16]
- 1927 : Stolla-Britta, de Albin Erlandzon, Södermalmsteatern[17]
- 1927 : Fästmanssoffan, de Gran, Södermalmsteatern[18]
- 1927 : Kärlekskarusellen, de Bejve & C:o, dirección de Willi Wells, Södermalmsteatern[19]
- 1927 : Farliga kvinnor, de Gran, Södermalmsteatern[20]
- 1933 : Vackra Sissi, eller Kärlek u.p.a., de Gideon Wahlberg, dirección de Gideon Wahlberg, Tantolundens friluftsteater[21]
- 1940 : Café Glada Änkan, de Ernst Berge, dirección de Sigge Fürst, Vanadislundens friluftsteater[22]
- 1947 : Det var en gång…, de Holger Drachmann, dirección de Åke Ohberg, Skansens friluftsteater
- 1947 : Cyrano de Bergerac, de Edmond Rostand, dirección de Sandro Malmquist, Teatro Oscar[23]
- 1947 : Brigadoon, de Alan Jay Lerner y Frederick Loewe, dirección de Per-Axel Branner, Teatro Oscar[24]
- 1948 : La posada del Caballito Blanco, de Hans Müller y Ralph Benatzky, dirección de Max Hansen, Teatro Oscar[25]
- 1949 : Como gustéis, de William Shakespeare, dirección de Rune Carlsten, Skansens friluftsteater[26]
- 1950 : La ópera de los tres centavos, de Bertolt Brecht y Kurt Weill, dirección de Ingmar Bergman, Intiman[27]
- 1951 : Ta hand om Amelie, de Georges Feydeau, dirección de Hjördis Petterson, Intiman[28]
- 1953 : Skärgårdsflirt, de Gideon Wahlberg, dirección de Gösta Jonsson, Vanadislundens friluftsteater[29]
- 1954 : Söderkåkar, de Gideon Wahlberg, dirección de Gösta Jonsson, Vanadislundens friluftsteater[30]
- 1956 : Kärlek och guldfeber, de Gideon Wahlberg, dirección de Gösta Jonsson, Vanadislundens friluftsteater[31]
- 1957 : Kärlek och guldfeber, de Gideon Wahlberg, dirección de Gösta Jonsson, Vanadislundens friluftsteater[32]